# Hermann Freimann
Hermann Freimann – szwajcarski skoczek narciarski. Uczestnik mistrzostw świata.
W swojej karierze Freimann raz wziął udział w rywalizacji skoczków narciarskich na mistrzostwach świata seniorów – w 1927 w Cortina d’Ampezzo zajął 30. pozycję.
W 1927 zajął 4. miejsce w konkursie świątecznym w Sankt Moritz, a w 1929 był trzeci w międzynarodowym konkursie skoków narciarskich w Pontresinie.